# Rudolf Świerczyński

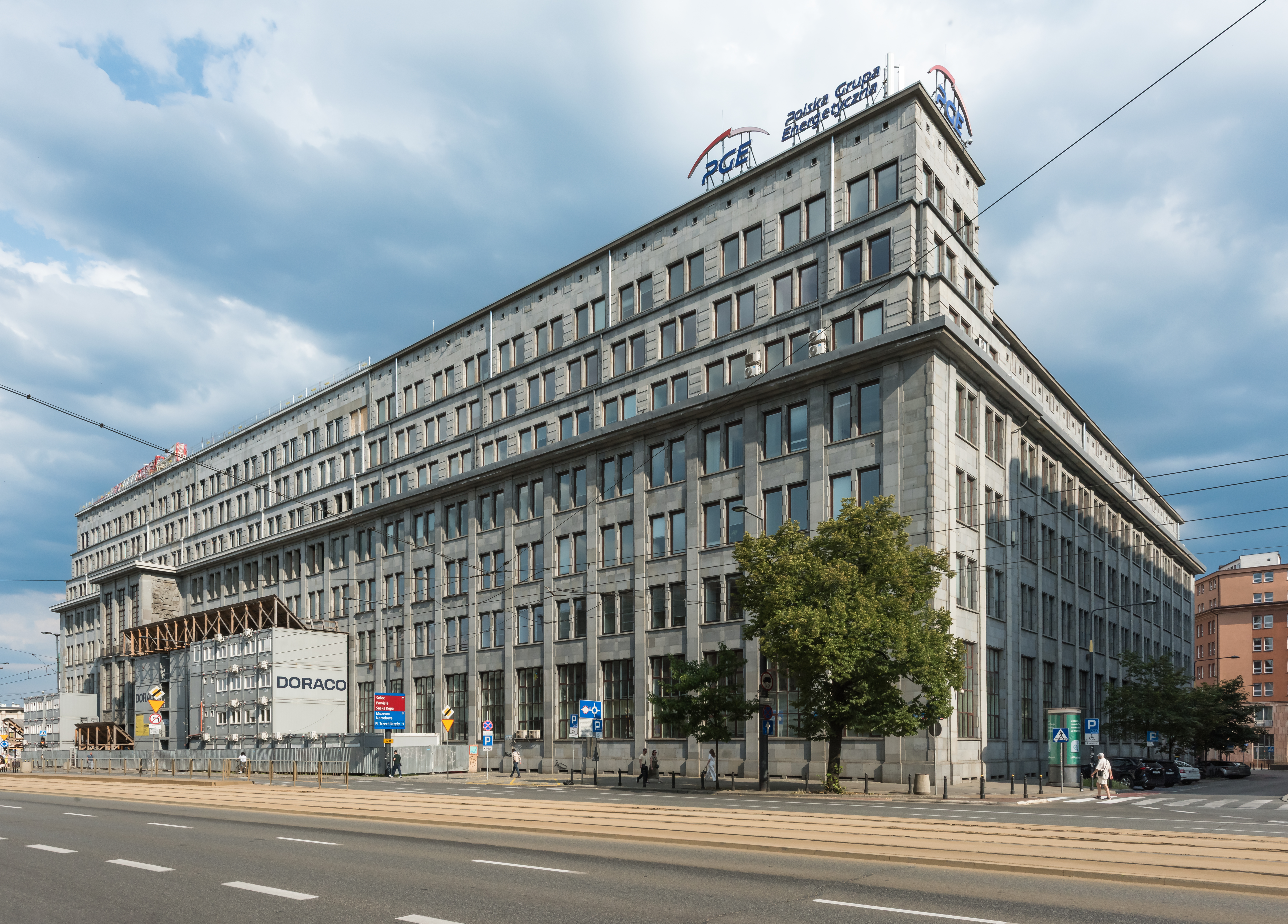
Banco BGK (1928-1931), Varsovia

Rudolf Świerczyński (Łowicz, 23 de abril de 1887-Varsovia, 14 de mayo de 1943) fue un arquitecto racionalista polaco. 

## Trayectoria
Estudió arquitectura en la Escuela Politécnica de Varsovia (1903-1905), así como pintura en la Academia de Artes Plásticas de Varsovia en las mismas fechas. Entre 1905 y 1907 siguió sus estudios de arquitectura en la Technische Hochschule de Darmstadt y, entre 1907 y 1910, en la de Dresde. Fue miembro del grupo artístico Praesens y uno de los fundadores de la revista Architektura i Budownictwo.
En 1915 fue uno de los fundadores de la Facultad de Arquitectura de la Escuela Politécnica de Varsovia, en la que dio clases entre 1916 y 1943. Fue el maestro de toda una generación de arquitectos que desarrollaron la arquitectura moderna en su país.
Entre sus obras destacan: el Banco BGK (1928-1931), el edificio del Ministerio de Transportes (1928-1931) y los edificios del cuartel general de la Marina de guerra (1933-1935), todos en Varsovia.